# Conxita Rodríguez Cara
Conxita Rodríguez Cara és una política catalana, diputada al Parlament de Catalunya en la VII legislatura.
Fou escollida regidora de l'ajuntament de Tordera com a independent dins les llistes del PSC-PSOE a les eleccions municipals espanyoles de 1999 i 2003. Fou designada membre del Consell Comarcal del Maresme de 1999 a 2003 i de 2003 a 2007 en fou membre de la seva Junta de Portaveus.
El juny de 2006 va substituir en el seu escó Alexandre Masllorens i Escubós, elegit diputat a les eleccions al Parlament de Catalunya de 2003. Ha estat membre de la Diputació Permanent del Parlament de Catalunya i de les Comissions sobre Immigració i d'Actuacions Exteriors, Cooperació i Solidaritat. A les eleccions municipals espanyoles de 2007 ja no figurà a les llistes del PSC per a l'ajuntament de Tordera.